# Оттоне (коммуна)
Оттоне (итал. Ottone) —  коммуна в Италии, располагается в регионе Эмилия-Романья, в провинции Пьяченца.
Население составляет 613 человека (2008 г.), плотность населения составляет 6 чел./км². Занимает площадь 98 км². Почтовый индекс — 29026. Телефонный код — 0523.
Покровителем коммуны почитается святой апостол Варфоломей, празднование 24 августа, и святой Марциан Сиракузский.

## Демография
Динамика населения:

## Администрация коммуны
- Официальный сайт: http://www.comune.ottone.pc.it/ Архивная копия от 6 мая 2009 на Wayback Machine